# Diplazium aemulum
Diplazium aemulum är en majbräkenväxtart som beskrevs av Lucien Marcus Underwood och William Ralph Maxon.
Diplazium aemulum ingår i släktet Diplazium och familjen Athyriaceae. Inga underarter finns listade i Catalogue of Life.